# 福島県道249号上戸渡広野線
福島県道249号上戸渡広野線（ふくしまけんどう249ごう かみとわだひろのせん）は、福島県いわき市から双葉郡広野町に至る一般県道である。

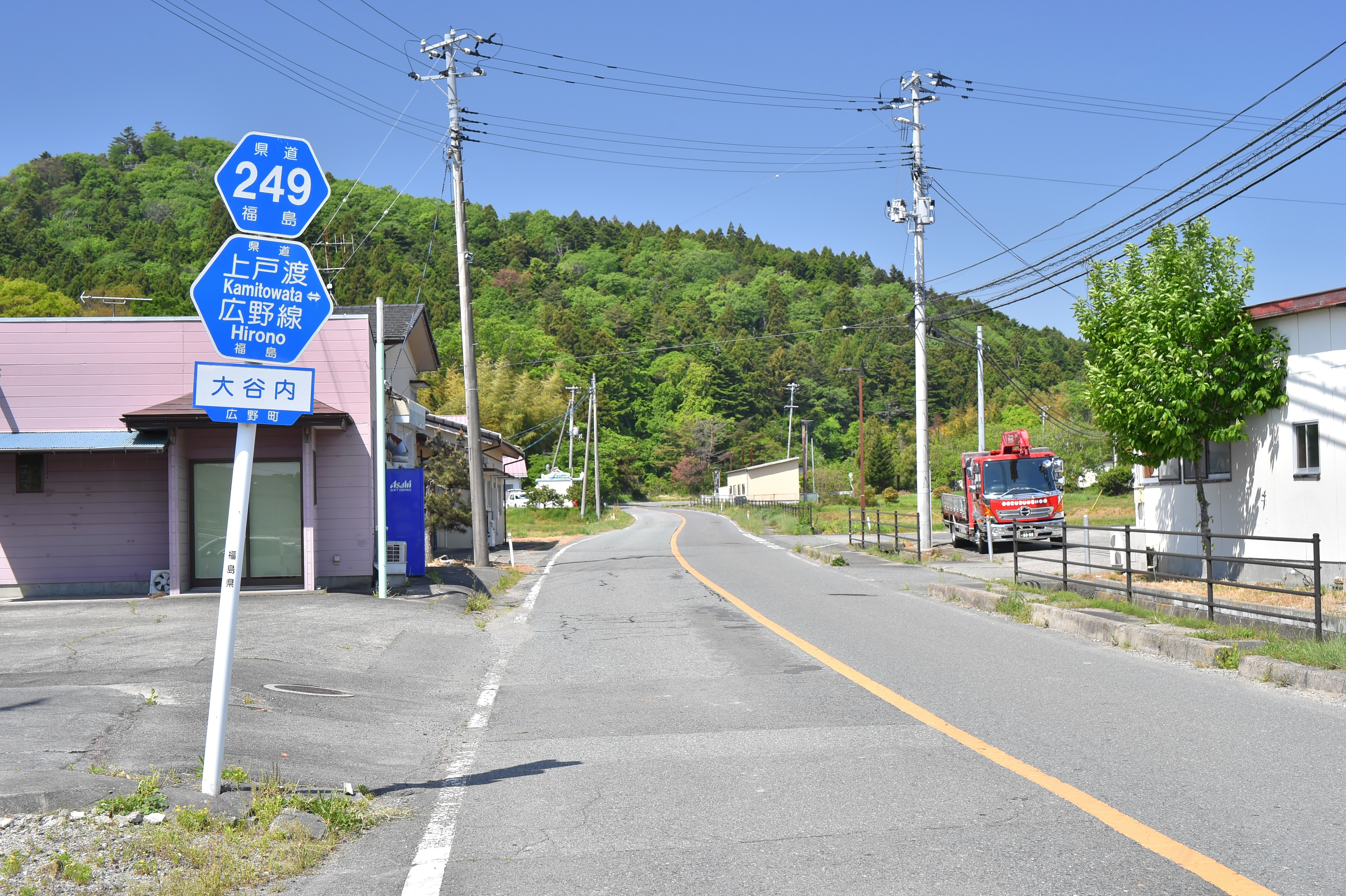
福島県道249号上戸渡広野線
広野町大字上浅見川字大谷内（2024年5月）

## 概要
- 起点：いわき市小川町上小川字上戸渡
- 終点：双葉郡広野町上浅見川字桜田
- 総延長：20.020 km[1]
  - 実延長：19.976 km
- 路線認定年月日：1973年7月23日[2]

阿武隈高地山中を横断し国道399号と国道6号を結ぶ。もともとは現在の起点よりも北側にある中戸渡集落（戸渡公民館付近）で国道から分岐する盲腸線の道路が県道に指定されており、広野町箒平までの通行不能区間に新道を延伸させる計画であったが中止され、既に全通している浅見川林道を県道に昇格させる形で全線開通させた路線である。

## 路線状況

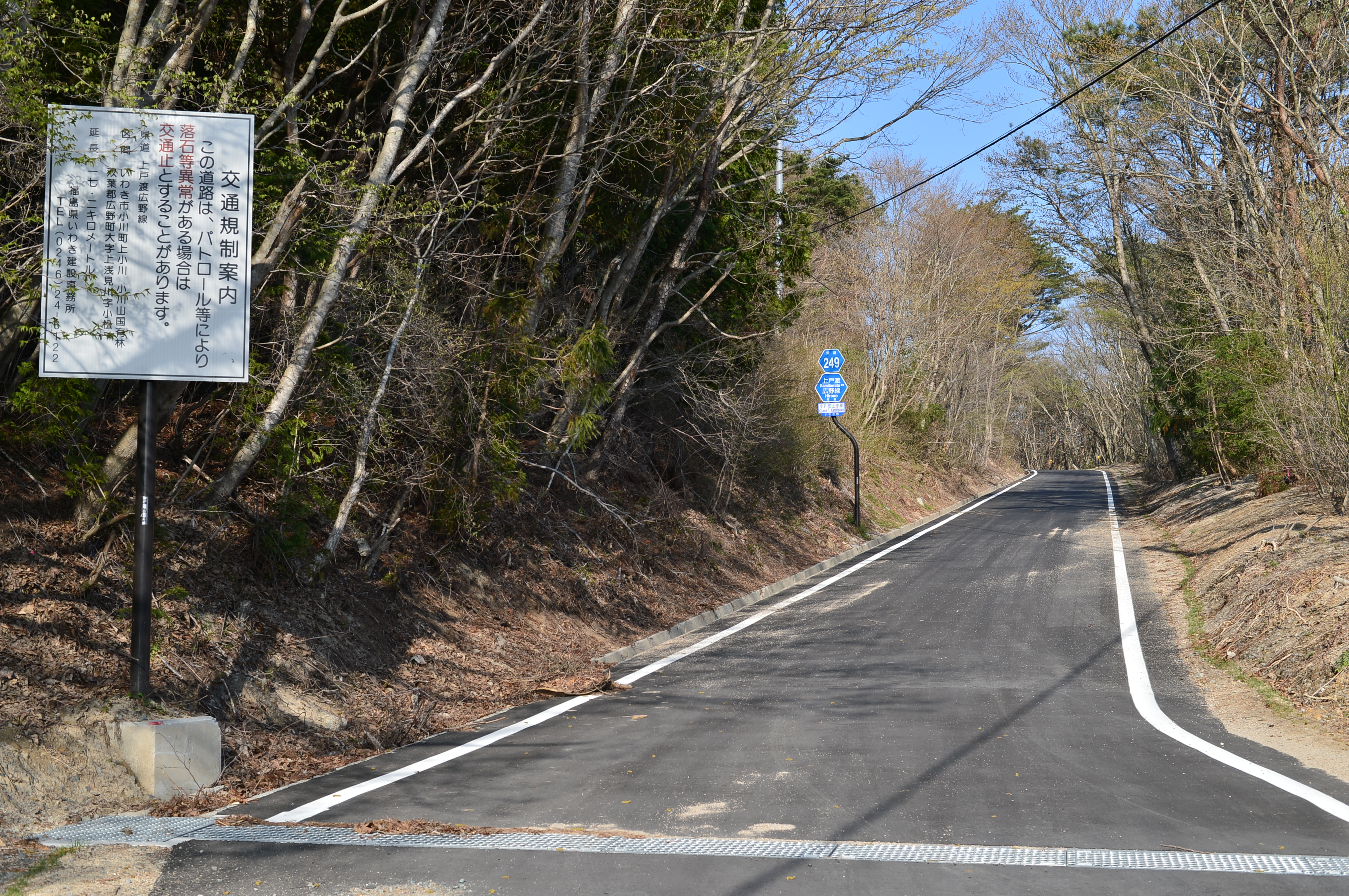
いわき市小川町上小川の国道399号交点付近（2015年4月）

起点のいわき市小川町上小川の国道399号分岐より広野町上浅見川までの国有林を通る区間は、林道の様相で道路わきの崖面や路肩が脆く落石の危険があり、異常時は通行止め規制する場合がある。

### 異常気象時通行規制区間
- いわき市小川町上小川 - 双葉郡広野町大字上浅見川（延長17.2 km）：落石崩壊の危険を発見した場合にて通行止め[4]。

### 冬期交通不能区間
- いわき市小川町上小川字上戸渡～広野町上浅見川字下箒平（延長8.0 km）[5]

## 地理

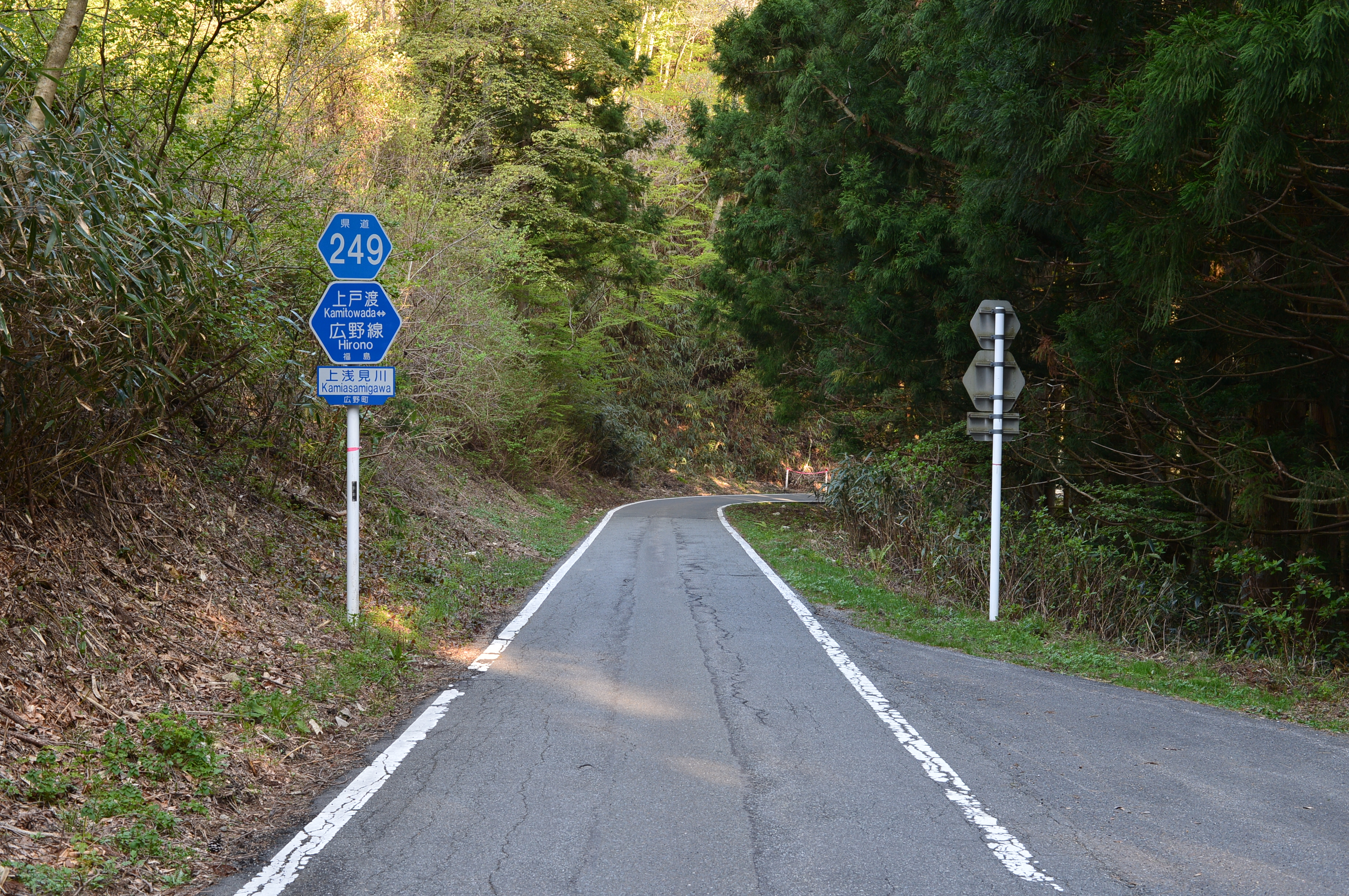
広野町上浅見川（2015年4月）

### 通過する自治体
- 福島県
  - いわき市 - 双葉郡広野町

### 交差する道路
- いわき市
  - 国道399号（小川町上小川字上戸渡 起点）
- 広野町内
  - 福島県道35号いわき浪江線（上浅見川字南山）
  - 国道6号・福島県道356号広野停車場線（福島県道391号広野小高線重用区間）（上浅見川字桜田〈桜田交差点〉終点）

### 道路施設
大滝橋
- 全長：30.1m
- 幅員：7.0m
- 竣工：1975年[6]

広野町上浅見川字堀切にて二級水系浅見川左岸部の谷を渡る。

### 沿線
- 浅見川
  - 浅見川渓谷